# Ciglianské predhorie
Ciglianské predhorie je geomorfologickou částí Prievidzské kotliny, podcelku Hornonitrianské kotliny.  Leží ve východní polovině podcelku, východně od měst Prievidza a Nováky. 

## Vymezení
Území se nachází na východním okraji centrální části Hornonitrianské kotliny a zabírá pás přechodného území mezi pohořím Vtáčnik a rovinatou částí podcelku Prievidzská kotlina. Táhne se od severu, přibližně od městské části Prievidze, Hradec, jižním směrem po Kamenec pod Vtáčnikom. Východní okraj lemuje Vysoký Vtáčnik, podcelek pohoří Vtáčnik, zbytek Ciglianského predhoria obklopují podcelky Hornonitrianské kotliny. V severní části je to Handlovská kotlina, západním směrem navazuje mateřská Prievidzská kotlina a jihozápadní okraj vymezuje Oslianská kotlina. 
Území patří do povodí Nitry a všechny vodní toky směřují do této řeky, ačkoli v severní části prostřednictvím Handlovky. Nejvýznamnějšími vodními toky jsou Mraznica a Hradecký potok v severní části, Ciglianka ve střední části a Lehotský potok v jižní části.
Ciglianské predhorie je navzdory skutečnosti, že jde z velké části o poddolované území ( Hornonitrianské bane Prievidza), poměrně hustě osídlenou oblastí. V severní části zasahují městské části Prievidza V. Čtvrti ( Hradec, Velká Lehôtka a Malá Lehôtka ), jižním směrem následují obce Sebedražie, Cigeľ, Lehota pod Vtáčnikom, Podhradie a na jižním okraji Kamenec pod Vtáčnikom. Všechny obslužné komunikace, vedoucí do těchto sídel, se napojují na západně procházející silnici I/64, směřující Ponitřím z Partizánského do Prievidze. 

## Chráněná území
Okrajová oblast Hornonitrianské kotliny se jihovýchodním okrajem dotýká Chráněné krajinné oblasti Ponitří, do které však nepatří. Zvláště chráněné oblasti se v této části kotliny nenacházejí, na východním okraji leží přírodní památka Sivý kameň. 

## Turismus
Východní část Hornonitrianské kotliny je výrazně poznamenána těžbou hnědého uhlí, proto je toto území mimo zájmu turistů. V rámci Ciglianského predhoria se to týká jeho střední části, severní a jižní část není těžbou poznamenána a tvoří zázemí výstupů na hřeben pohoří Vtáčnik. V části Prievidza V. Čtvrti se nachází několik archeologických nalezišť, v Sebedražie je unikátní Hornonitrianský důlní skanzen a nad Podhradím hrad Sivý kameň.

### Turistické trasy
- po  žlutě značeném chodníku:
  - z Prievidze přes Veľkú Lehôtku na Veľký Grič (971 m n. m.)
  - z Podhradia na Jarabú skalu (1169 m n. m.)
  - z Kamence pod Vtáčnikom na rozcestí Sekaniny s pokračovaním po  modré značce na Vtáčnik (1346 m n. m.)
- po  zeleně značeném chodníku:
  - z Prievidze přes Púšť a Uhlisko do Handlové
  - z Lehoty pod Vtáčnikom na Malú Homôľku (1298 m n. m.)
  - z Cigľa na rozc. Krížkovce s pokračovaním po  žluté značce na Veľký Grič (971 m n. m.)
- po  modře značeném chodníku z Cigľa na rozc. Dierovce (napojení na  červeně značenou Ponitranskou magistrálu)